# Hyperolius chelaensis
Espèce
Hyperolius chelaensis  est une espèce d'amphibiens de la famille des Hyperoliidae.

## Répartition
Cette espèce est endémique d'Angola. Elle se rencontre dans la Serra da Chela.

## Étymologie
Son nom d'espèce, composé de chela et du suffixe latin -ensis, « qui vit dans, qui habite », lui a été donné en référence au lieu de sa découverte, la Serra da Chela.

## Publication originale
- Conradie, Branch, Measey & Tolley, 2012 : A new species of Hyperolius Rapp, 1842 (Anura: Hyperoliidae) from the Serra de Chela mountains, south-western Angola. Zootaxa, no 3269, p. 1-17.